# علاءالدین و چراغ جادو (فیلم ۱۹۵۲)
«علاءالدین و چراغ جادو» (انگلیسی: Aladdin Aur Jadui Chirag) فیلمی هندی در سبک فانتزی است که در سال ۱۹۵۶ منتشر شد.